# Włodzimierz Pudelewicz
Włodzimierz Pudelewicz (ur. 29 lipca 1932, zm. 4 maja 1991) – polski koszykarz, występujący na pozycji środkowego, reprezentant kraju, multimedalista mistrzostw Polski.
Przez kilka sezonów plasował się w dziesiątce najlepszych strzelców ligi (1955 – 9, 1958 – 8, 1959 – 6, 1960 – 9).

## Osiągnięcia
- Mistrz Polski (1955, 1958)
- Wicemistrz Polski (1961)
- Brązowy medalista mistrzostw Polski (1956, 1959)
- Zdobywca pucharu Polski (1954, 1955)
- Uczestnik rozgrywek Final Four Pucharu Europy Mistrzów Krajowych (1958/1959 – 3. miejsce)[2]